# Petru Caraman
Petru Caraman (n. 14 decembrie 1898, Vârlezi, Galați, Regatul României – d. 10 ianuarie 1980, Iași, Republica Socialistă România) a fost un savant, folclorist și filolog român, exclus de la catedră de regimul comunist. În anul 1991, a devenit membru post mortem al Academiei Române.

## Biografie
Petru Caraman s-a născut în data de 14 decembrie 1898, în satul Vârlezi, Galați, Regatul României. A fost căsătorit cu Alice Sibi (n. 1898), sora Mariei Sibi, profesoară universitară de biochimie la Facultatea de Medicină din Iași, și a Charlottei Sibi, profesoară de limba franceză.
A fost tatăl matematicianului Petru P. Caraman și bunicul pe linie maternă al episcopului greco-catolic Florentin Crihălmeanu.